# Імперіум
Імперіум Людства (англ. Imperium of Mankind, лат. Imperium Hominis) — у вигаданому всесвіті Warhammer 40000 найбільша імперія галактики Чумацького Шляху, держава людської раси, що утримує мільйони планет під владою Імператора, котрий шанується як божество. За історією, що подається в численних джерелах і творах по Warhammer 40000, Імперіум був заснований 10 тисяч років тому (тобто, біля 30000-х років) людиною, відомою як Імператор, який продовжує очолювати його, — можливо, лише номінально. З часу заснування перетворився на теократичну олігархічну диктатуру.
Імперіум ділить Галактику на п'ять областей — Сегментумів, однак підвладний йому космос являє собою безліч контрольованих планет різного рівня розвитку, сполучених за допомогою надсвітлових польотів через Варп. На території Імперіуму знаходяться володіння численних інших рас, а на краях галактики є планети, досі не приєднані до Імперіуму.
Пануванню і процвітанню Імперіуму загрожують сили Хаосу, елдари, орки, тираніди, тау, некрони та інші ксеноси (не-люди). Зсередини влада Імперіуму підточується бунтівниками, єретиками та мутантами.

## Історія

### Темна Ера Технологій
Утворенню Імперіуму передував довгий період процвітання людства з 15-го по 25-е тисячоліття, відомий як Темна Ера Технологій (англ. Dark Age of Technology). В цей час люди опанували надсвітлові космічні перельоти крізь Варп з використанням екстрасенсів-псайкерів і розселилися по всій галактиці. Вони колонізували численні планети і володіли технологіями, які були одними з найрозвиненіших в галактиці. Вся інфраструктура була уніфікована завдяки Стандартним Шаблонним Конструкціям (англ. Standard Template Construct) — комп'ютерам, які містили послідовні інструкції зі створення будь-якого пристрою з наявних ресурсів.
Незадовго до кінця цієї епохи стався бунт Залізних Людей (англ. Iron Man) — мислячих роботів, які доти служили людям у найрізноманітніших сферах життя. Хоча його вдалося придушити, боротьба була затяжною і далася ціною величезних збитків і жертв. Звикле до праці Залізних Людей, людство було змушене повернутися до роботи власноруч і надалі заборонити створення мислячих машин.

### Епоха розділення
Крах людства відбувся через масові бурі в Варпі, викликані народженням з надміру емоцій, передусім цивілізації елдарів, бога Хаосу Слаанеш. Це унеможливило дальні космічні перельоти та зв'язок і розділило планети. Як наслідок, Земля та інші планети деградували, а численні технології були втрачені. На Землі впродовж тисяч років стали правити тирани, які створювали власні царства, пізніше відомі як «техно-варвари». Деякі колонії скотилися до кам'яної доби чи середньовіччя, однак деякі зберегли досить високий рівень розвитку. З часом бурі вщухли і виниклий на Марсі культ Механікус, який зберіг численні досягнення минулого, відновив міжзоряні польоти, засновуючи нові колонії та шукаючи втрачені знання.
Наприкінці цієї епохи Землю війнами знову об'єднала людина, знана як Імператор. Ці війни велися солдатами, які були генетично поліпшені Імператором, Громовими Воїнами (не плутати з Космодесантниками).

### Утворення Імперіуму
Коли збурення Варпу навколо Землі вщухли, після захоплення наукових лабораторій і космічних станцій на Місяці, а також фабрик і вчених на Марсі, Імператор взявся за об'єднання людства під єдиною владою. Ці три фракції, Терра (Земля), Марс і Місяць, підписали договір про створення Імперіуму. Для відновлення дальніх космічних польотів Імператор спроектував маяк Астрономікан, який підживлювався його власною психічною силою та слугував для навігації кораблів.
Був побудований величезний флот, і почався двохсотлітній Великий Хрестовий Похід з метою об'єднання всіх вцілілих людських планет. Для цього Імператор створив 20 надлюдей — Примархів, але ті були викрадені силами Хаосу і розкидані по всій галактиці. Тоді Імператор використав свої напрацювання для створення генетично змінених звичайних людей — легіонів Космодесанту. Згодом всі Примархи (крім двох, доля яких невідома) були знайдені і поставлені на чолі легіонів. Спільно з армією, що складалася з Імператорської Гвардії і Флоту Імператора, могутність Імперіуму з часом охопила тисячі світів. Разом з тим деякі піддані Імператора стали сумніватися в доцільності його правління. Зокрема Примарх Лоргар, який шанував батька як бога, за його докори став шукати «справжніх» богів, якими знайшов чотирьох богів Хаосу і став таємно служити їм.
Тим часом Великий Похід досягнув свого апогею в Улланорському поході проти імперії орків на межі 30 і 31 тисячоліть. Перемога в ньому позначила тріумф людства, за якого Імператор вже не потребував особистого керівництва об'єднанням галактики. Він нарік свого найвидатнішого примарха Гора Войовником (англ. Warmaster), тобто верховним головнокомандувачем всіх військ Імперіуму, а сам повернувся на Землю. Там Імператор взявся за втілення проекту з адаптації до переміщення людства через елдарську Павутину, яка б дозволила назавжди відмовитися від небезпечних подорожей крізь Варп. Для цього він використав знайдений під поверхнею Азії артефакт Темної Ери технологій, що пізніше став ядром так званого Золотого трону. Імперіум на той час об'єднав більше 2 мільйонів планет.

### Єресь Гора
Великий Похід закінчився зрадою першого примарха, Гор. Будучи пораненим, він за сприяння легіону Лоргара підпали під вплив сил Хаосу, котрі показали йому похмуре майбутнє Імперіуму, в якому Імператора шанують як бога, повсюди панує жорстока диктатура і фанатизм, а Гора зганьблено. Гор поклявся врятувати людство від такої долі, скинувши батька. Він, володіючи видатними лідерськими здібностями, переконав приєднатися ще 8 примархів і знищити прихильнників Імператора та його самого. Паралельно відбувалося навернення легіонів до шанування сил Хаосу, яке почалося від Лоргара. «Носії слова», «Сини Гора», «Пожирачі Світів», «Гвардія Смерті» та «Діти Імператора» стали противниками Імператора. На додаток Гор переманив на свій бік чимало техножерців, обіцяючи більше свободи в дослідженнях.
Поворотним моментом стала «Різанина на Істваані», де Гор сподівався під приводом придушення повстання знищити лояльних Імператору осіб у своїх рядах. Попри величезні втрати, частині вдалося втекти і попередити Землю про зраду. З цього почалося повстання, відоме як Єресь Гора. Воно тривало близько десяти років і забрало життя понад двох трильйонів людей. Однак, прихильним до Імператора примархам вдалося відбити важливі позиції та устаткування.
Гор, розуміючи, що не витримає затяжної війни, спрямував свої сили безпосередньо до Землі — Священної Терри. В Сонячній системі розгорнулася битва лояльних і зрадницьких легіонів, яка досягла піку в облозі Землі. Облога затягнулася на понад місяць і Гор кинув Імператору виклик на двобій. На час відсутності правителя Золотий Трон зайняв регент Мелкадор. В останній битві Гора та Імператора перший був знищений, а Імператор отримав смертельні поранення і був поміщений примархом Рогалом Дорном у Золотий трон у стані штучної коми. В такому стані він знаходиться з того часу впродовж 10 тисяч років. Зрадники, втративши очільника, зазнали поразки і були змушені відступити.
Впродовж кількох років легіони-зрадники і їх союзники повільно виходили з Імперського простору, і зрештою осіли в Ocullaris Terribus, більш відомому як Око Жаху - варп-розлам, на місці давньої імперії елдарів, що утворився після народження бога Слаанеш, де матеріальний світ близько межує з Варпом.

### Реформація
Примархом Робаутом Джилліманом було розпочато реформацію Імперіуму задля відновлення держави і недопущення нових повстань такого мастшабу. Цей процес зайняв ще близько 1000 років, у які примарх носив титул лорда-командира і формально був лідером держави. За його правління Імперську армію було розділено на Флот і Гвардію, аби вона не могла перекидати одночасно великі війська між планетами. Відбувалася відбудова й повторна колонізація постраждалих планет. Багато віднайдених у Великому Хрестовому поході знань і технологій знову загубилися або не було засобів для їх застосування. Численні машини стали реліквіями, що існують в одиничних екземплярах. Чистки від зрадників на вцілілих планетах забрали життя ще понад чотирьох трильйонів. Паралельно сили Хаосу і примархи-зрадники не покидали спроб завершити справу Гора — знищити чи бодай ще більше ослабити Імперіум.
Оскільки Імператор не міг більше служити психічним маяком у Варпі, послідовники Мелкадора заснували Інквізицію, яка шукала псайкерів для підживлення маяка Астрономікана. Легіони Космодесанту було розділено на численні ордени в ході так званого Другого Заснування. Влада була доручена Лордам Терри, які правили від імені Імператора. Робаут залишався лордом-командиром, але не вирішував усі справи особисто.
Вцілілі примархи або невдовзі загинули в боях з послідовниками Гора, або пішли у добровільне вигнання. Джилліман зазнав смертельної рани в бою і був поміщений до стазису за мить від смерті. Таким чином влада цілком відійшла до Лордів Терри. Проект зі створення нової армії Космодесанту, заснованої на відредагованому Джилліманом геносімені примархів, було заморожено.
Після цього сталася велика 900-річна громадянська війна між Імперіумом і самопроголошеною імперією зі столицею на Новій Террі. Вона стала найбільшим внутрішнім конфліктом після Єресі Гора і релігійні війни під час неї стали підставою до збільшення ролі імперської церкви як об'єднавчої сили.

### Ера Відступництва
У 36-му тисячолітті внаслідок політичних інтриг реальну владу в Імперіуму зосередив один з Лордів Терри, Гог Вандір. Поставивши в різних структурах Імперіуму маріонеткових лідерів, він зрештою захопив контроль і над церквою, верховне духовенство якої «випадково» зникло під час космічної подорожі. Вандір втім боявся, що його так чи інакше усунуть, що призвело до божевілля. Він вимагав вседержавного шанування Імператора та його самого у формі надмірних дійств, зведення колосальних монументів. Гог зібрав велику мережу шпигунів та найманих убивць, влаштовував страти й геноцид цілих планет за найменшу підозру в невірності. В пошуках кандидатів на місце ідеальної охорони, він завербував жіночу секту Дочок Імператора, пізніше відомих як Наречені Імператора і Сестри битви.
У секторі Обскурус тим часом здобував популярність молодий проповідник Себастьян Тор, який закликав до повалення Вандіра. Каральний флот Вандіра зник у новоутвореному Штормі гніву Імператора, що посприяло укріпленню позицій Тора.
Тим часом Адептус Механікус і Адептус Астартес зайняли нейтральну позицію, що було розцінено Вандіром як зрада. Він розпустив уряд Адміністратум і віддав наказ знищити їх, що призвело до розколу в його силах. Війська Механікус і Астартес почали штурм палацу Вандіра, де зустріли опір Наречених Імператора. Для мирного вирішення конфлікту втрутилася особиста охорона Імператора, Адептус Кустодес. Вони провели очільницю Наречених Імператора в тронний зал, де вона невідомими чином переконалася у відступництві Вандіра і особисто стратила його.
Адміністратум було відновлено та почато судові процеси над прибічниками Вандіра. Себастьян Тор прославився численними чудесами і врешті був запрошений на Терру для з'ясування природи його здібностей. За рішенням суду його було визнано лояльним Імперіуму та обрано главою церкви. Під його керівництвом було реформовано владу так, щоб Адміністратум не міг більше захопити владу над нею, а сама церква не мала армії. Сам Тор провів більшість життя у подорожах Імперіумом і після смерті був визнаний святим.

### «Нинішній» Імперіум
Темпи розширення Імперіуму пригальмувалися, хоча приєднання нових планет продовжується. Численні знання і технології часів Великого Походу було втрачено і здебільшого розвиток техніки відтоді є відшукуванням стародавніх зразків і креслень. Своїми здібностями Імператор, як вважається, продовжує підтримувати психічний маяк — Астрономікан. Хоча за життя він був проти релігії, з часом сам став об'єктом поклоніння, тепер як Бог-Імператор і спаситель людства. Релігія стала єднальним фактором, а імперська церква Екклезіархія ввібрала численні місцеві культи, якщо вони загалом не суперечили вірі в Імператора як божество.
До 41-го тисячоліття Імперіум перетворився на теократичний тоталітарний режим на чолі з Лордами Терри. За час існування цієї держави відбулося становлення в її межах імперії Тау, пробудження некронів і навала тиранідів. Не вщухали спалахи єресей, повсюдна корупція. Але, незважаючи на це, Імперіум лишався єдиною реальною силою, яка може зберегти людство. Він веде постійну боротьбу з численними ворогами, шукає втрачені технології Темної Ери та приєднує нові планети, що колись були частиною єдиного людства.
Проте з часом становище держави все погіршувалося і переломним моментом стало падіння планети Кадія, яка знаходилася на шляху від Ока Жаху до Терри. Лідер Космодесанту Хаосу, Абаддон Осквернитель, вирушив у Тринадцятий Чорний хрестовий похід до столиці Імперіуму. Як винятковий захід було ухвалено воскресити примарха Робаута. Верховний техножрець Белізарій Коул звернувся за допомогою до еладарів іннарі і оживив примарха, тіло котрого зберігалося в стазисі. Для цього знадобилися унікальні обладунки, які встигли одягти під час навали Космодесантників Хаосу на рідну планету Джиллімана.
Воскреслий Джилліман зумів зупинити просування сил Хаосу по одному з напрямів і вирушив на Терру. На шляху його флот потрапив у засідку, але Робаут вийшов з неї завдяки допомозі еладірів і Сайфера, легендарного відступника ордену Темних янголів. До орбіти Землі їх переслідував палий примарх Магнус, та був змушений відступити після битви на Місяці. Лорди Терри дали Джилліману надзвичайні повноваження Лорда-командира Імперіуму і надалі від його рішень залежить виживання держави. Примарх відновив проект створення нових Космодесантників, названих Космічні десантники Примаріс, поповнив ними постраждалі ордени й заснував нові. Після цього під його проводом було почато Нестримний Хрестовий похід (англ. Indomitus Crusade). Його метою було зупинити Чорний Хрестовий похід Абаддона і відвоювати захоплені Хаосом планети. Перший етап тривав 12 років і закінчився Чумними війнами в Ультрамарі. Відвоювавши Ультрамар, Джилліман залишився там і проголосив поширення Нестримного Хрестового походу по всьому Імперіуму.

## Структура Імперіуму

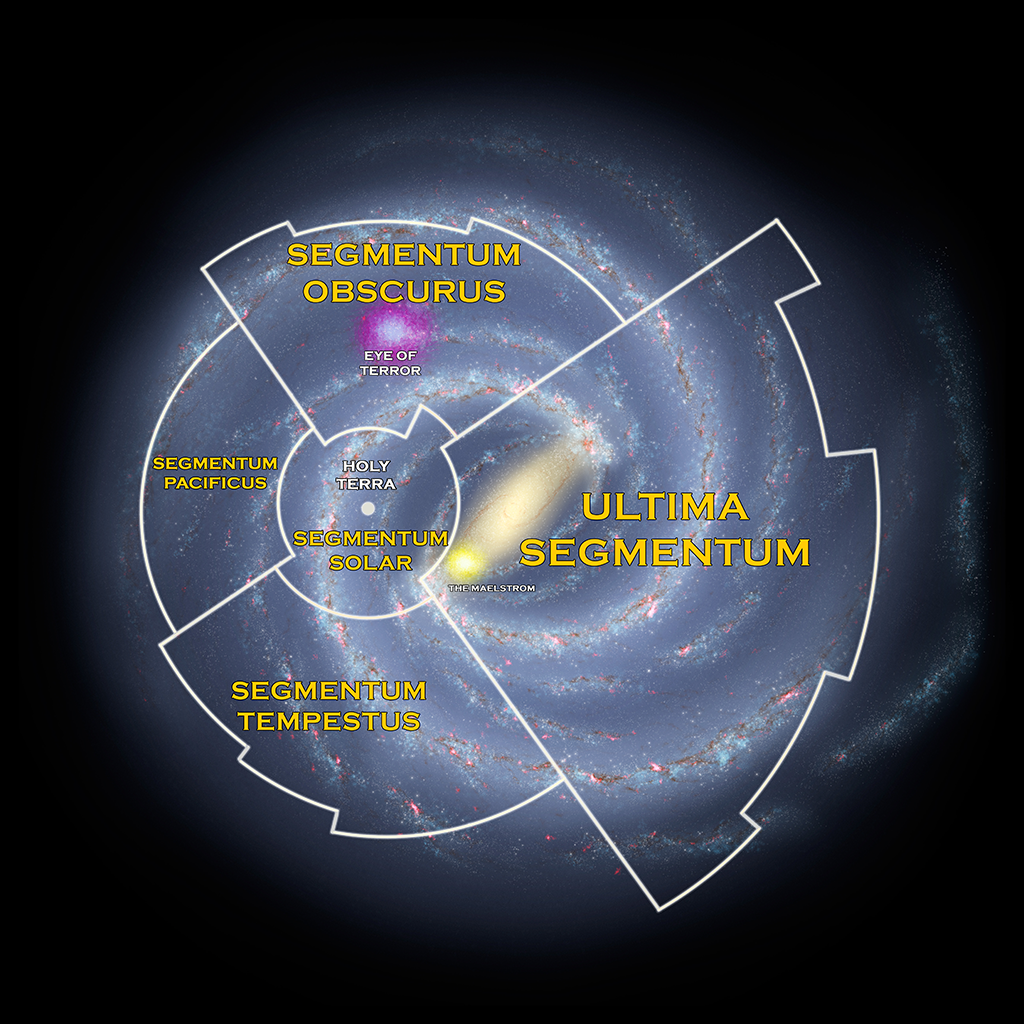
Карта Імперіуму

Адептус Терра — основна організація Імперіуму Людства, що містить в собі більшість інших офіційних департаментів і організацій. Керівництво Адептус Терра на вищому рівні здійснюють Вищі Лорди Терри. Фактично Адептус Терра виконує роль уряду. Тільки церква Екклезіархія і Інквізиція не є частиною Адептус Терра. Наймогутніша людина в Адептус Терра (і, на практиці, у всьому Імперіумі) — Магістр Адміністратуму.
Адептус Терра було створено в часи Єресі Гора, коли Імператор був смертельно поранений і поміщений у Золотий Трон. Він передав свою владу регенту Терри, а той — створив цю організацію. Формально Імператор продовжує керувати, а Адептус Терра «тимчасово» виконують його обов'язки. У зв'язку з винятковим становищем Імперіуму наприкінці 41 тисячоліття, найбільший вплив має воскреслий примарх Робаут Джилліман, якому доручено командування абсолютно всіма військовими силами.
Основні організації Імперіуму:
- Адептус Адміністратум — виконує всі адміністративні функції, є найбільшою з організацій Імперіуму. Містить велике число підрозділів, представництв та департаментів. Йому підпорядковуються Імперська Гвардія, ордени Космодесанту, Флот, планетарні уряди, Офіціо Ассасинорум та вільні торговці.
- Департамент Муніторум — підрозділ Адміністратуму, спрямований на управління і підтримку Імперської Гвардії.
- Адептус Астра Телепатика — керує імперськими санкціонованими псайкерами, шукає і тренує їх.
- Адептус Астрономіка — займається управлінням Астрономіканом, також використовує Навігаторів для польотів через варп.
- Адептус Механікус — техніки і вчені, які створюють імперську екіпіровку, кораблі і зброю. Має власні військові сили.
- Адептус Арбітес — поліція, що стежить за виконанням загальноімперських і місцевих законів.
- Офіціо Ассасинорум — організація вбивць та диверсантів, що знищують ключові особи противника.
- Інквізиція — секретна поліція, що займається загрозами з боку єретиків, зрадників, ксеносів і демонів. Інквізиція незалежна від Адептус Терра. В свою чергу поділяється на три основні Ордоси (крім малих Ордосів): Ордо Ксенос, Ордо Маллеус и Ордо Єретикус.
- Адептус Міністорум (Екклезіархія) — імперська церква, її глава — Екклезіарх, є одним з Вищих Лордів Терри[17].
- Імперський флот — поділяється на Військовий флот, Торговий і Цивільний[18].

Територіально Імперіум поділяється на Сегментуми:
- Сегментум Солар — внутрішній сегмент, центральний в Імперіумі. В ньому знаходиться Терра.
- Сегментум Пацифікус — знаходиться на галактичному заході.
- Сегментум Обскурус — найбільш захищений через численні загрози сектор на галактичній півночі. В ньому розташоване Око Жаху, а на північному сході розташовані Зорі гулів, що переходять у сегментум Ультіма. Там живуть численні ворожі цивілізації і крізь них проходить шлях вторгнення тиранідів.
- Сегментум Темпестус — південний сектор, який зазанає нападів ксеносів і піратів.
- Сегментум Ультіма — найбільший Сегментум на галактичному сході, де розташоване ядро галактики. В ньому знаходяться автономна імперія Ультрамар та імперія Тау. За ним залишається частина галактики, куди не досягають сигнали Астрономікана — Східна Межа[13][19].

У ході Тринадцятого Чорного Хрестового походу Абаддон знищив планету Кадія, що стримувала розширення Ока Жаху. Ритуалами й використанням стародавніх артефактів він створив варп-шторм Великий Розлом, який поділив галактику навпіл. Регіон за штормом перестав отримувати сигнали Астрономікана та отримав назву Темний Імперіум.

## Культура
Імперіум включає планети різного рівня розвитку і з різними умовами, від деградованих до кам'яної доби і до високотехнологічних. Населення планет найнижчого рівня розвитку належить до держави тільки формально, інколи навіть не здогадується про своє підданство й існування Імперіуму, або вважає його місцем життя богів. Планети середньовічного рівня, принаймні правляча еліта, мають уявлення про існування інших населених небесних тіл, можуть платити данину. Високотехнологічні колонії нерідко повністю покриті містами, або мають так звані Вулики — багаторівневі мегаполіси з населенням в мільярди чоловік. Для численних планет існує спеціалізаця, одні більшою мірою займаються важкою промисловістю, інші вирощуванням культурних рослин, є релігійними центрами, або слугують форпостами. Хоча на багатьох тривають війни, природні й техногенні катастрофи, існують тисячі цілком мирних колоній.
Імперіум використовує дві основні мови: низьку готику (англ. Low Gothic) і високу готику (англ. High Gothic). Низька готика — загальна, повсякденна мова, якою говорить більшість імперських планет як першою або другою мовою (поряд з місцевими). Більшість планет були частиною Імперіуму досить довго, щоб прийняти низьку готику як універсальну мову, але є багато Диких світів, на яких не говорять готикою взагалі. Діалекти готики відрізняються і можуть бути взаємно незрозумілими. Висока готика (представлена у вигляді латино-англійської мови), використовується в державних установах і організаціях (Адептус Терра, Інквізиція, Екклезіархія) та серед аристократії. Адептус Механікус мають свої мови — лінгва-техніс (англ. Lingua-technis), набір шиплячих звуків, і бінарну систему.
Імперська Календарна Система має в своїй основі григоріанський календар Землі. Дати записуються таким чином: <Рік тисячоліття>. М <Тисячоліття>, де М означає скорочене Millenia, тобто тисячоліття. Наприклад, 40 999 рік буде представлений як 999.M41. Однак 41 000 буде 000.M41, хоч нове тисячоліття і не має нульового року.
Імперіум має загальні заборони на: співпрацю або спілкування з ксеносами, розробку або з використання штучного інтелекту, участь у чаклунстві, надмірні мутації, вчинення несанкціонованого геноциду. Проте на практиці вони часто ігноруються або обходяться. Так, існування людей-мутантів з паранормальними здібностями (псайкерів) допускається через їхню виняткову корисність. Так само в Імперській Гвардії служать підвиди людей, огріни і ратлінги. Сірі лицарі та Інквізиція користуються допомогою розумних істот джокаеро, які офіційно визнаються тваринами з інстинктивним розумінням машин.